# ترامپ: دوام آوردن در اوج
ترامپ: دوام آوردن در اوج کتابی است که در سال ۱۹۹۰ توسط تاجر دونالد ترامپ و روزنامه‌نگار چارلز لیرسن نوشته و توسط انتشارات رندوم هاوس منتشر شده است. در سال ۱۹۹۱، انتشارات وارنر بوکز حق چاپ کتاب را خریداری کرد و آن را با نام هنر بقا دوباره منتشر کرد.
عکسی که برای جلد کتاب استفاده شده، در اصل توسط مایکل اُبرایان برای مقاله‌ای در مجلهٔ فرچون که در ۱۱ سپتامبر ۱۹۸۹ منتشر شد، گرفته شده است. این عکس بعداً پس از انتخاب ترامپ به عنوان چهل و پنجمین رئیس‌جمهور ایالات متحده، در نگارخانهٔ ملی پرتره نصب شد.